# Onalcidion pictulum
Onalcidion pictulum är en skalbaggsart som först beskrevs av White 1855. Onalcidion pictulum ingår i släktet Onalcidion och familjen långhorningar.
Artens utbredningsområde är:
- Costa Rica.
- Panama.
- Venezuela.

Inga underarter finns listade i Catalogue of Life.